# Les nenes
|  | Aquest article tracta sobre la pel·lícula del 2020. Si cerqueu el grup musical andalús, vegeu «Las Niñas». |

Les nenes (originalment en castellà, Las niñas) és una pel·lícula espanyola de 2020, escrita i dirigida per Pilar Palomero, sobre educació femenina condicionada per la por a l'embaràs i ser mare de fills il·legítims. S'ha doblat al català per TV3, que va emetre-la per primer cop el 16 de setembre de 2022.

## Sinopsi
Dirigida per Pilar Palomero, també autora del guió, la història s'ambienta a la ciutat de Saragossa i en un col·legi de monges. L'ambient educatiu de l'entorn de les nenes és comuna, el col·legi de monges, però l'entorn familiar és diferent. L'entorn familiar de pares casats, pare i mare és el considerat normal, el cas de Celia que només té mare, és considerat atípic, fins i tot l'any que se situa l'acció, 1992, any de grans esdeveniments internacionals a Espanya, com van ser els Jocs Olímpics de Barcelona 1992 o la Exposició Universal de Sevilla de 1992.

## Trama
El protagonisme d'un grup de nenes amigues de la protagonista real, una nena filla de mare soltera, na Celia, està definit pel títol de la pel·lícula: Les nenes. Ambientada a la ciutat de Saragossa l'any 1992, la pel·lícula conta la història de Celia, una nena que sofreix un ambient de pressió social per la seva condició d'òrfena i li porta a preguntar-se «per què és pecat tenir fills fora del matrimoni?».
Na Cristina i na Brisa, les millors amigues de la protagonista, Celia, l'ajuden a enfrontar les mentides entorn de la seva orfandat i a descobrir a la seva mare un nou camí enfront dels prejudicis socials de les mares solteres.
La protagonista viu i descobreix la mentida sobre la seva orfandat. La censura de la pròpia família, que obliga a ocultar a la seva filla, al costat de la censura de l'ensenyament religiós, enfront de l'amistat que l'ajuda a investigar la veritat sobre la inexistència del seu pare. L'amistat de na Brisa, la nova amiga que arriba al col·legi, suposa una obertura al diàleg, a parlar de les coses que s'oculten o les històries que s'inventen per a ocultar la realitat censurada. Ambdues parlen sobre les coses que les nenes compten sobre la seva mare i això la impulsa a investigar sobre la història del seu pare, suposadament mort abans de néixer ella. Celia parla amb la seva mare i li pregunta, encara que aflora el dolor, la nena li obre una nova visió a la seva mare. El diàleg li fa comprendre que no té res a ocultar, i la mare de Celia assisteix a les celebracions socials del col·legi de la seva filla, la qual cosa també li dona valor a la seva filla per cantar.

## Repartiment
- Andrea Fandos - Celia
- Natalia de Molina - Adela
- Zoe Arnao - Brisa
- Julia Sierra - Cristina
- Francesca Piñón - Mare Consuelo
- Ainara Nieto - Clara
- Elisa Martínez - Leyre
- Carlota Gurpegui - Vanessa

## Producció
La pel·lícula s'ha exhibit a diversos festivals de cinema, com el de Màlaga, l'Internacional de Berlín o el Festival Internacional de Cinema de Xangai entre d'altres. Ha aconseguit el premi a la millor pel·lícula en castellà, Bisnaga d'Or, en el Festival de Màlaga de 2020. Seleccionada també al Festival Internacional de Cinema de Cartagena de Indias de 2020, reconeguda la seva fotografia al Festival de Màlaga i als Premis Feroz.
Les nenes és el primer llargmetratge de la directora Pilar Palomero, rodat a la seva ciutat natal, Saragossa.
La pel·lícula es va estrenar en 86 sales espanyoles i va recaptar 81.857 euros en els tres primers dies. Després de set setmanes en taquilla, la pel·lícula ha recaptat 473.568 € sobre un pressupost d'1,2 € milions.

## Palmarès
- 2020 Bisnaga d'or. Millor pel·lícula espanyola al Festival de Màlaga.[4]
- 2020 Secció Generation Berlinale. Festival Internacional de Cinema de Berlín.
- XXVI Premis Cinematogràfics José María Forqué: Premi a la millor pel·lícula

| Premi        | Categoria                                | Nominada                                               | Resultat   |
| ------------ | ---------------------------------------- | ------------------------------------------------------ | ---------- |
| Premis Gaudí | Millor pel·lícula en llengua no catalana | Les nenes                                              | Guanyador  |
| Premis Gaudí | Millor direcció                          | Pilar Palomero                                         | Guanyador  |
| Premis Gaudí | Millor guió                              | Pilar Palomero                                         | Nominat    |
| Premis Gaudí | Millor actriu                            | Andrea Fandos                                          | Nominat    |
| Premis Gaudí | Millor direcció de producció             | Uriel Wisnia                                           | Nominat    |
| Premis Gaudí | Millor direcció artística                | Monica Bernuy                                          | Nominat    |
| Premis Gaudí | Millor muntatge                          | Sofi Escudé                                            | Nominat    |
| Premis Gaudí | Millor actriu secundària                 | Natalia de Molina                                      | Nominat    |
| Premis Gaudí | Millor música original                   | Carlos Naya                                            | Nominat    |
| Premis Gaudí | Millor fotografia                        | Daniela Cajías                                         | Guanyadora |
| Premis Gaudí | Millor vestuari                          | Arantxa Ezquerro                                       | Nominat    |
| Premis Gaudí | Millor so                                | Amanda Villavieja, Alejandra Molina i Fernando Novillo | Guanyadors |
| Premis Gaudí | Millor maquillatge i perruqueria         | Carmen Arbues                                          | Nominat    |
| Premis Goya  | Millor pel·lícula                        | Millor pel·lícula                                      | Guanyadora |
| Premis Goya  | Millor director novell                   | Pilar Palomero                                         | Guanyadora |
| Premis Goya  | Millor guió original                     | Pilar Palomero                                         | Guanyadora |
| Premis Goya  | Millor actriu de repartiment             | Natalia de Molina                                      | Nominada   |
| Premis Goya  | Millor fotografia                        | Daniela Cajías                                         | Guanyadora |
| Premis Goya  | Millor edició                            | Sofi Escudé                                            | Nominada   |
| Premis Goya  | Millor direcció artística                | Mónica Bernuy                                          | Nominada   |
| Premis Goya  | Millor disseny de vestuari               | Arantxa Ezquerro                                       | Nominada   |
| Premis Goya  | Millor cançó original                    | "Lunas de papel" de Carlos Naya                        | Nominada   |
| Premis Feroz | Millor pel·lícula dramàtica              | Millor pel·lícula dramàtica                            | Guanyador  |
| Premis Feroz | Millor tràiler                           | Millor tràiler                                         | Nominat    |
| Premis Feroz | Millor director                          | Pilar Palomero                                         | Guanyador  |
| Premis Feroz | Millor guió                              | Pilar Palomero                                         | Guanyador  |
| Premis Feroz | Millor actriu                            | Andrea Fandos                                          | Nominat    |
| Premis Feroz | Millor actriu de repartiment             | Natalia de Molina                                      | Nominat    |